# Милан Пајић
Милан „Јелен” Пајић (Београд, 11. јул) српски је телевизијски, позоришни, филмски и гласовни глумац.

## Биографија
Завршио је 11. београдску гимназију, апсолвент је на правном факултету.
Оснивач је позоришне трупе „Театар под стечајем”. Радио је и као радијски и телевизијски водитељ. Опробао се и као радијски и телевизијски водитељ.
Сарађивао са реперком Сајси МЦ у колаборацији са Љубичицама у нумери „Бомбонице“. Такође се и бави синхронизацијом филмова и серија за студије Басивити, Ливада Београд и Моби.

## Филмографија
| Год.       | Назив                    | Улога                  |
| ---------- | ------------------------ | ---------------------- |
| 2011.      | Парада                   | Активиста 4            |
| 2011.      | Непобедиво срце          | Душан                  |
| 2015.      | Унутра                   | Шуки                   |
| 2016.      | Бријање                  | Лопов                  |
| 2017.      | Војна академија          | Фризер                 |
| 2017.      | Грофов мотел             | Гроф                   |
| 2017—2019. | Синђелићи                | Психолог Гвозден Шкоро |
| 2019.      | Петак 13. II             | Буда                   |
| 2019.      | Ургентни центар          | Видан Мандић           |
| 2020.      | Југословенка             | Поручник Крсто         |
| 2020.      | Грозница суботње вечери  | Возач Златан           |
| 2020.      | Идеалан посао            | Банкарски службеник    |
| 2020.      | The Outpost (Предстража) | Prime Order Guard      |
| 2021.      | Три мушкарца и тетка     | Радмило                |
| 2021.      | Тате                     | Доктор специјалиста    |
| 2021.      | Бележница                | Педијатар              |
| 2022-2024. | Игра судбине             | Паја Сорбона           |

## Позориште
Играо је у многобројним позоришним представама, као што су :
- Клинч
- Луди од љубави
- Кабаре Емигранти
- У сенци Хамлета
- Алиса у земљи чуда
- Капетан Џон Поплфокс
- Вукашин и Црвенкапа
- Побуна играчака
- Велика авантура витеза Које
- Иза дуге
- Мјузикл Пепељуга
- Шекспирови сонети
- Lab & Games
- Присутност
- Реквијем
- Крцко Орашчић
- Земља дембелија
- Чекајући министра

## Серије
| Год.        | Назив                    | Улога                  |
| ----------- | ------------------------ | ---------------------- |
| 2011.       | Непобедиво срце          | Душан                  |
| 2017.       | Војна академија          | Фризер                 |
| 2017.       | Грофов мотел             | Гроф                   |
| 2017—2019.  | Синђелићи                | Психолог Гвозден Шкоро |
| 2019.       | Ургентни центар          | Видан Мандић           |
| 2020.       | Југословенка             | Поручник Крсто         |
| 2020.       | The Outpost (Предстража) | Prime Order Guard      |
| 2021.       | Три мушкарца и тетка     | Радмило                |
| 2021.       | Тате                     | Доктор специјалиста    |
| 2021.       | Бележница                | Педијатар              |
| 2021.       | Коло среће               | киднапер               |
| 2022-у току | Игра судбине             | Паја Сорбона           |
| 2022.       | Мала супруга             | Диги                   |

## Улоге у синхронизацијама
| Година | Наслов                                           | Улога          |
| ------ | ------------------------------------------------ | -------------- |
| 2016.  | Зоотрополис — град животиња                      | Муња           |
| 2016.  | Ко се боји вука још                              | Моз            |
| 2016.  | Рачет и Кланк                                    | Виктор Вон Јон |
| 2016.  | Робинзон Крусо: Откријте праву причу иза легенде | Сесил          |
| 2016.  | Angry birds филм                                 | Бабл           |
| 2017.  | Окто: Истраживач дубина                          | Ралф           |
| 2017.  | Фердинанд                                        | Клаус          |
| 2018   | Ралф растура интернет                            | Соник          |
| 2019.  | Ко се боји вука још 2                            | Моз            |
| 2019.  | Краљ лавова                                      | Азизи          |
| 2019.  | Покахонтас (званична синх.)                      | Томас          |
| 2024.  | Било једном у студију                            | Муња           |